# Kuźminskoje (rejon wołogodzki)
Kuźminskoje (ros. Кузьминское) – wieś w Rosji, w rejonie wołogodzkim obwodu wołogodzkiego. W 2002 r. liczyła 2 mieszkańców, w 2010 r. niezamieszkana.